# Lázaro Ruiz (calciatore)
Lázaro Ruiz (15 gennaio 1978) è un ex calciatore cubano, di ruolo difensore.

## Carriera

### Club
Ha sempre giocato nel campionato cubano.

### Nazionale
Ha esordito in Nazionale nel 2003.